# キルメサウルス
キルメサウルス（学名：Quilmesaurus、「キルメス族のトカゲ」の意）は、アルゼンチンのリオネグロ州で化石が発見された、アベリサウルス科に属する獣脚類の恐竜の属。後期白亜紀に生息しており、全長は6メートルと推定されている。2001年に記載・命名されており、タイプ種キルメサウルス・カリーイ（Quilmesaurus curriei）の種小名はカナダの古生物学者フィリップ・J・カリーへの献名である。
唯一知られている化石は後肢の骨であり、アベリサウルス科との類似性が見られる。しかし、これらの骨には固有の特徴がなく、キルメサウルスは疑問名である可能性がある。

## 発見と命名

骨格ダイアグラム

1980年代後半に、ハイメ・ポウエル率いる Universidad Nacional Tucumán のフィールドクルーは、アルゼンチン南部のリオネグロ州に位置するヘネラル・ロカの都市から約40キロメートル南で獣脚類の化石を発見した。2001年にRodolfo Aníbal Coriaはタイプ種 Quilmesaurus curriei を記載・命名した。属名はアメリカ先住民のキルメス族にちなみ、種小名は獣脚類のカナダ人専門家フィリップ・J・カリーへの献名である。
ホロタイプにして唯一知られている標本はMPCA-PV 100であり、ネウケン盆地でMalargüe層群のアレン累層から回収された右大腿骨の遠位半分と完全な右脛骨からなる。これらの堆積物はカンパニアン期からマーストリヒチアン期のものである。本標本はアレン累層の基底の氾濫原の砂岩に起源を持つ。キルメサウルスはパタゴニア地域の非鳥類型獣脚類としては最古の記録であり、注目を浴びている。

## 記載

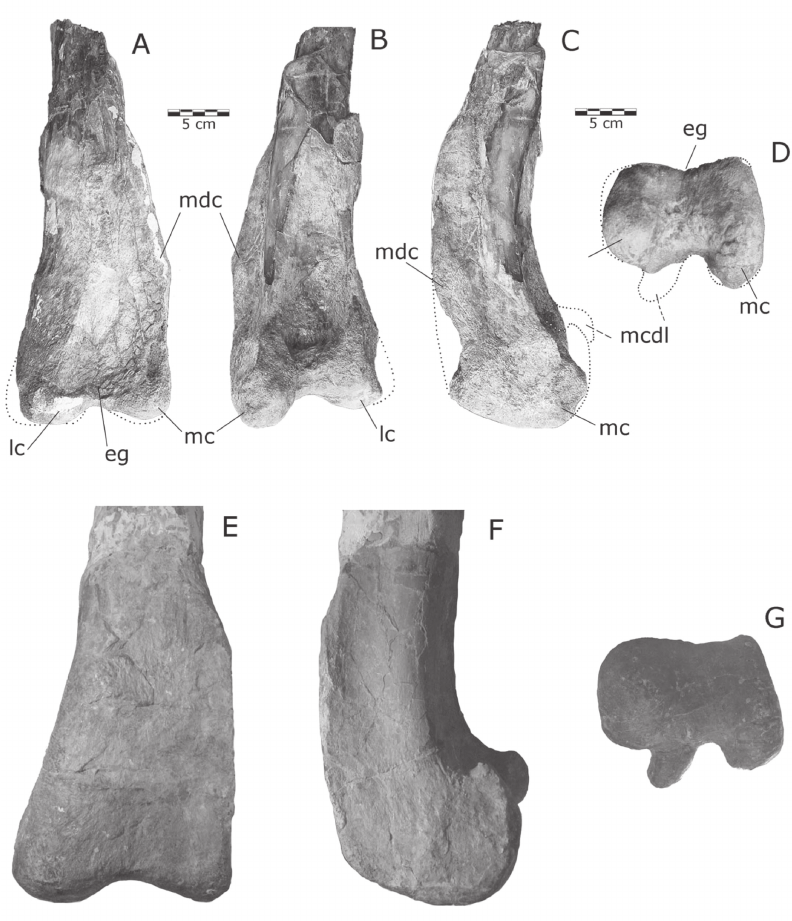
キルメサウルスの部分的な大腿骨（A - D）とカルノタウルスの大腿骨（C - D）の比較

大腿骨の保存部位は形状としては頑強かつ箱状である。骨の先端部の後面には脛骨および腓骨と接続する卓越した顆が存在する。大腿骨の外側顆は大腿骨の内側顆と比較して僅かに前後に低いが、側方に幅広である。外側顆には上顆も存在するが、唯一知られているキルメサウルスの大腿骨ではこれは破損している。内側顆の直上では、キルメサウルスの体の正中線に向かって骨の他の部分から低いながらも顕著な隆起が突出する。この稜はmesiodistal crestとして知られる。顆の直上の領域には伸筋溝として知られる浅いが幅広な領域が広がる。大腿骨全体は他のアベリサウルス科のものとほぼ等しい。

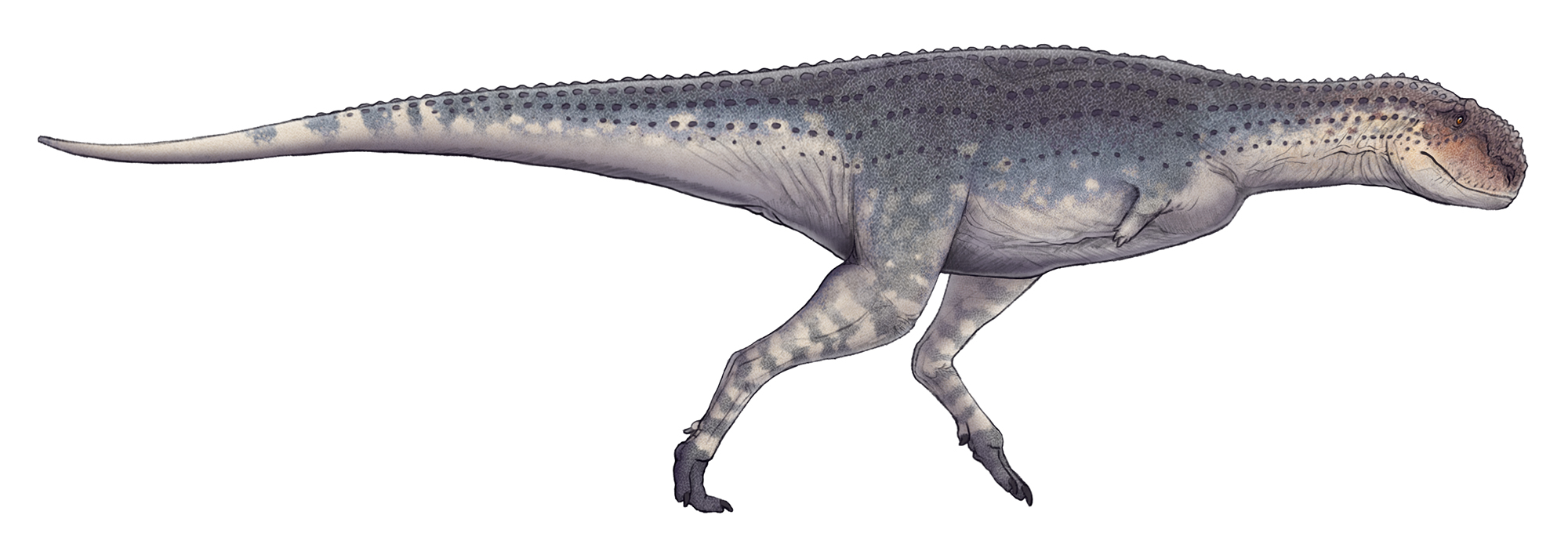
生体復元

脛骨近位部は無数の複雑な特徴が見られる。脛骨稜として知られる大型のハチェット型構造は脛骨近位部で前方に突出する。腹側突起が存在するため、脛骨稜の先端はフック状をなす。Coria (2001) はフック状の脛骨稜がキルメサウルスに固有のものであると考えた一方、Valieri et al. (2007) はアウカサウルスとマジュンガサウルスおよび同じく詳細不明のアベリサウルス科恐竜ゲヌサウルスにもこの構造が見られることを指摘している。脛骨遠位部には踝として知られる突起が存在する。この部位は前側から見た際に非対称の三角形であり、より小型の内側の踝よりも大型の外側の踝が遠位に突出する。この遠位脛骨の特徴に組み合わせはかつてキルメサウルスに固有のものとされていたが、Valieri et al. (2007) はラジャサウルスの遠位脛骨もキルメサウルスのものに酷似していると指摘している。
2016年、キルメサウルスは全長5.3メートルと推定された。これは派生的なアベリサウルス科としては最も小さい推定値であるが、キルメサウルスの後肢は同科で最大のメンバーであるピクノネモサウルスと比較してもプロポーション的に頑強である。

## 分類
原記載の際、Coriaはキルメサウルスを獣脚類よりも細かく位置付けることが出来なかった。脛骨の遠位関節面に切痕が存在することから基盤的テタヌラ類と関係する可能性があることが彼により指摘された。同一の地層からは他の獣脚類の化石も回収されており、暫定的にキルメサウルスは2005年にテタヌラ類に分類された。しかし、2004年の要旨および2007年の完全な論文において、Rubén Juárez Valieri et al. はハチェット型の脛骨稜に基づいてキルメサウルスをアベリサウルス科として結論した。
メガロサウルス上科の属種と異なり、キルメサウルスの脛骨は前内側の控え壁が存在せず、代わりに大型の脛骨稜を持つ。また、キルメサウルスは脛骨遠位部が非対称であり、距骨のためのソケットが低い点でもコエルロサウルス類と異なる。最後に、浅く幅広の伸筋溝が存在することと、脛骨稜の上下の端が平行であることにより、キルメサウルスはカルノサウルス類から除外された。
ケラトサウルス類としての位置づけを支持する特徴は複数あり、これには大腿骨の大型のmesiodistal crest と脛骨の発達した脛骨稜が含まれる。距骨のためのソケットが小さい点と、脛骨遠位部が非対称である点は、特に本属をアベリサウルス科に分類する根拠となる。保存された骨はアベリサウルス科全体に亘る様々な分類群と特徴を共有しているが、このような類似性は広く分布しており、分類群間でランダムに出現しているようであるため、より具体的な位置付けは困難になっている。フック状の脛骨稜からはキルメサウルスがカルノタウルス亜科であることが示唆されている。カルノタウルス亜科はSereno (1998) によりアベリサウルスよりもカルノタウルスに近縁な全てのカルノタウルス科を含むものとして定義されている。

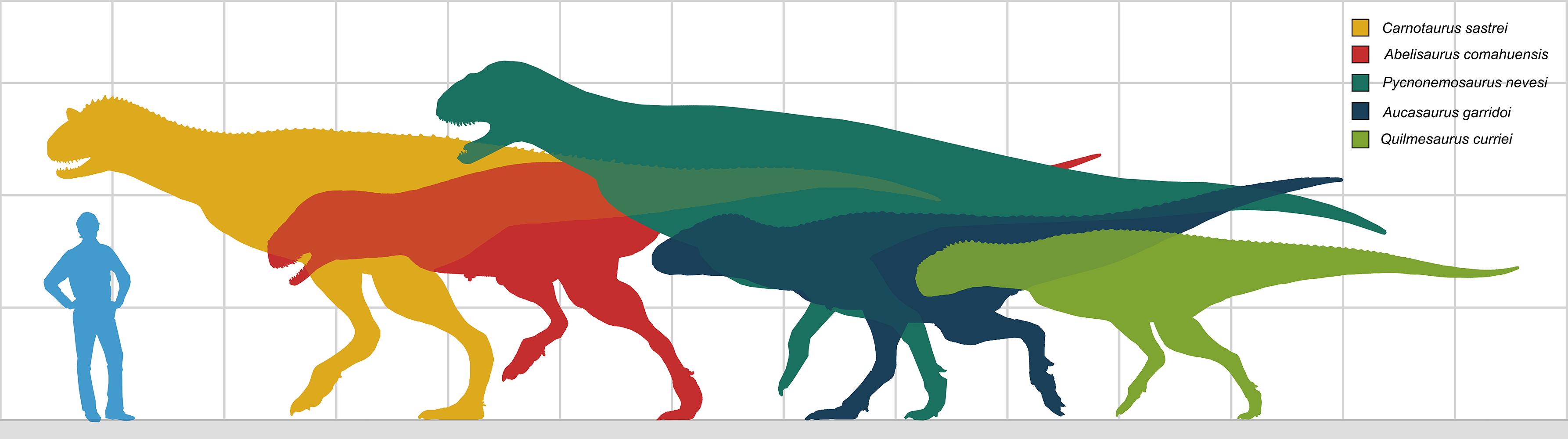
キルメサウルス（最右）と他のカルノタウルス亜科の体サイズ比較

しかし、カルノタウルス亜科の有効性は議論されている。Valieri et al. (2007) はマジュンガサウルス、カルノタウルス、アウカサウルス、ラジャサウルスを含む分類群としてカルノタウルス亜科を考えたが、他の研究では異なる結果が得られている。Tortosa et al. (2014) は、セレノが定めた定義に当てはまるアベリサウルス科が非常に少ないことから、カルノサウルス亜科は無効なグループであるとした。彼らの解析によれば、アウカサウルスとカルノタウルスは実際にはマジュンガサウルスやラジャサウルスよりもアベリサウルスに近縁であり、マジュンガサウルスとラジャサウルスは本亜科から除外されることになる。キルメサウルスはアウカサウルスおよびカルノタウルスに近縁な位置に残されたが、セレノによるカルノタウルス科の名前と定義は完全に崩壊することになった。その代わりとして、アウカサウルスとカルノタウルスの最も近い共通祖先から派生したすべてのアベリサウルス科を含むカルノタウルス族が用いられた。Tortosa et al. (2014) の結果では、Valieri et al. (2007) のものが強く支持された。Filippi et al. (2016) は新たな系統群であるFurileusauriaを設立し、イロケレシアあるいはスコルピオヴェナトルないしマジュンガサウルスよりもカルノタウルスに近縁なアベリサウルス科を含めた。
Valieri et al. (2007) はキルメサウルスの固有派生形質を設立できず、本属を疑問名であると結論した。

## 古環境
アレン累層は海水準の上昇に伴って淡水の氾濫原から湿地性の三角江、浅いラグーンへ遷移した、湿潤な沿岸環境であったと考えられている。当該エリアに生息した水棲生物の群集は多様であり、様々な魚類やカエルおよびカメが含まれる。より新しいインターバルでは、エラスモサウルス科やポリコティルス科を含む首長竜といった数種類の海棲爬虫類が含まれる。植物としてはヤシやマキ科の球果植物があり、密林や湿地を形成した。

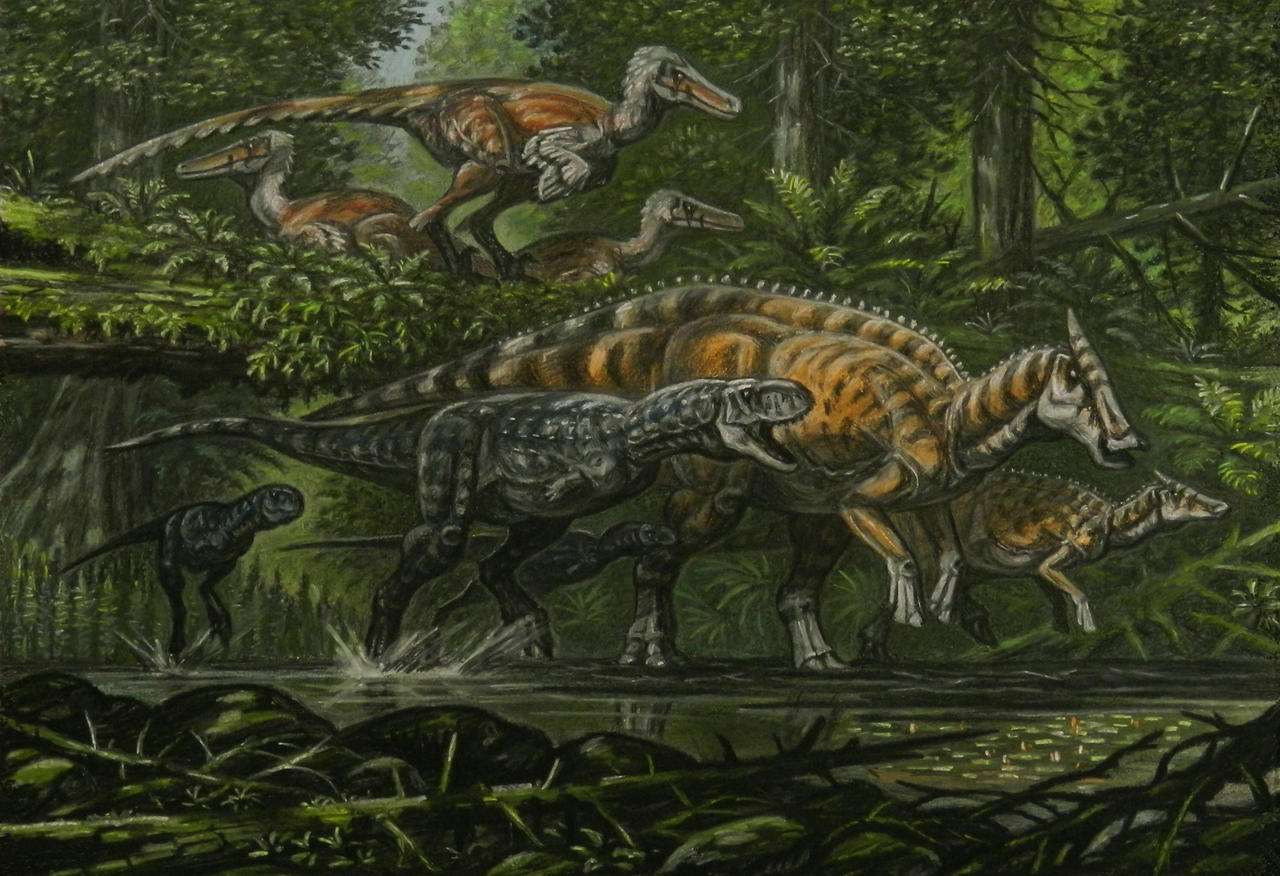
ボナパルテサウルスを捕食しようと襲撃するキルメサウルス。アウストロラプトルの群れが観察している

陸棲動物の化石も本層では一般的に見られる。未同定のムカシトカゲ目のほか、マドトソイア科のパタゴニオフィスやアラミトフィスを含む無数のヘビの分類群が知られている。恐竜以外の他の動物には、翼竜のアエロティタンや様々な哺乳類がいる。
アレン累層から回収された恐竜化石には、多様かつ豊富なティタノサウルス類（サルタサウルス、アエオロサウルス、ロカサウルスなど）やハドロサウルス科のうち有効性が疑問視されているもの（ウィリナカケ）が含まれる。キルメサウルス以外の獣脚類も存在しており、大型のウネンラギア亜科のドロマエオサウルス科恐竜であるアウストロラプトルや、基盤的オルニトゥラエ類の鳥類（リメナヴィス）、キモロプテリクス科の鳥類（ランマルクエアヴィス）が含まれる。また、カルカロドントサウルス科のものとされた歯も発見されている。同科でよく知られているギガノトサウルスやマプサウルスが白亜紀の最初期という数百万年早い時代に生息していたことから、この歯化石は同科の化石証拠としては最も新しい時代のものとなる。脊柱・皮骨板・大腿骨・1本の歯からなる未同定のノドサウルス科の化石も本層から発見されている。
また、アレン累層は竜脚類の卵化石が多産することでも特筆性がある。上部アレン累層のbajo de Santa Rosa area では地面への営巣が確認されている。全てではないものの、いくつかの卵は卵化石タクソンのSphaerovumに分類されている。卵殻の構造から、非常に湿潤な環境で産み落とされたことが判明している。